# 志村坂上駅
志村坂上駅（しむらさかうええき）は、東京都板橋区志村一丁目にある、東京都交通局（都営地下鉄）三田線の駅である。駅番号はI 21。

## 年表
- 1968年（昭和43年）12月27日：都営地下鉄6号線開業に伴い開業。開業前の仮称は「志村一丁目」だった[2]。
- 1978年（昭和53年）7月1日：6号線を三田線に改称[3]。
- 2003年（平成15年）3月21日：業務委託化
- 2007年（平成19年）3月18日：ICカード「PASMO」の利用が可能となる[4]。
- 2016年（平成28年）4月1日：管轄が巣鴨駅務管理所巣鴨駅務区から巣鴨駅務管理所高島平駅務区に変更。

## 駅構造
相対式ホーム2面2線の地下駅である。当駅から西高島平方面は高架駅となり、ホームの西高島平寄りにトンネル坑口がある。
改札口が両端に離れて2つあり、共に駅員が常駐している。
長年にわたり、駅ホームが開業当時の雰囲気を色濃く残していたが、2013年にホーム壁面の改装工事が行われた。この工事によって電照式の駅名標がなくなり、三田駅と同じスタイルの壁面となった。
出入口は4ケ所あり、A1・A2出口は志村一里塚交差点側改札口に、A3・A4出口は志村坂上交差点側改札口につながっている。
トイレは巣鴨方面ホームの志村三丁目寄りにあり、多機能トイレを併設している。
バリアフリー施設として、エスカレーター4基（プラットホーム→改札4基）とエレベーター3基（プラットホーム←→改札2基、改札←→地上1基）が設置されている。
駅業務は東京都営交通協力会に委託されている。

### のりば
| 番線 | 路線       | 行先              |
| ---- | ---------- | ----------------- |
| 1    | 都営三田線 | 目黒・ 東急線方面 |
| 2    | 都営三田線 | 西高島平方面      |

（出典：都営地下鉄:駅構内図）

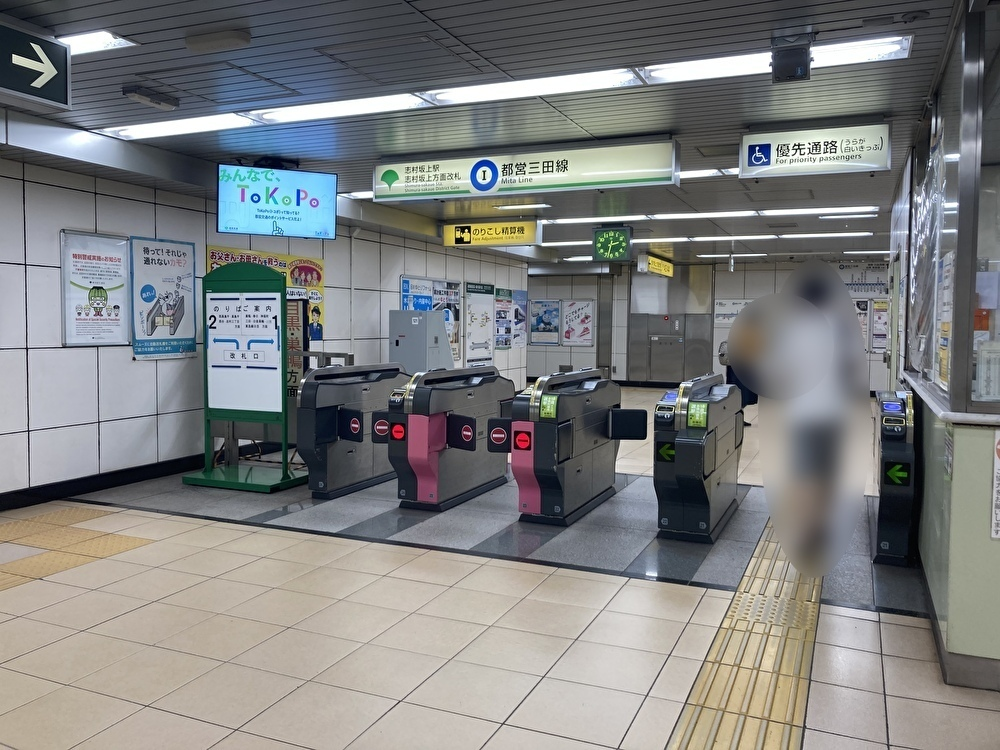
志村坂上方面改札口（2022年7月）
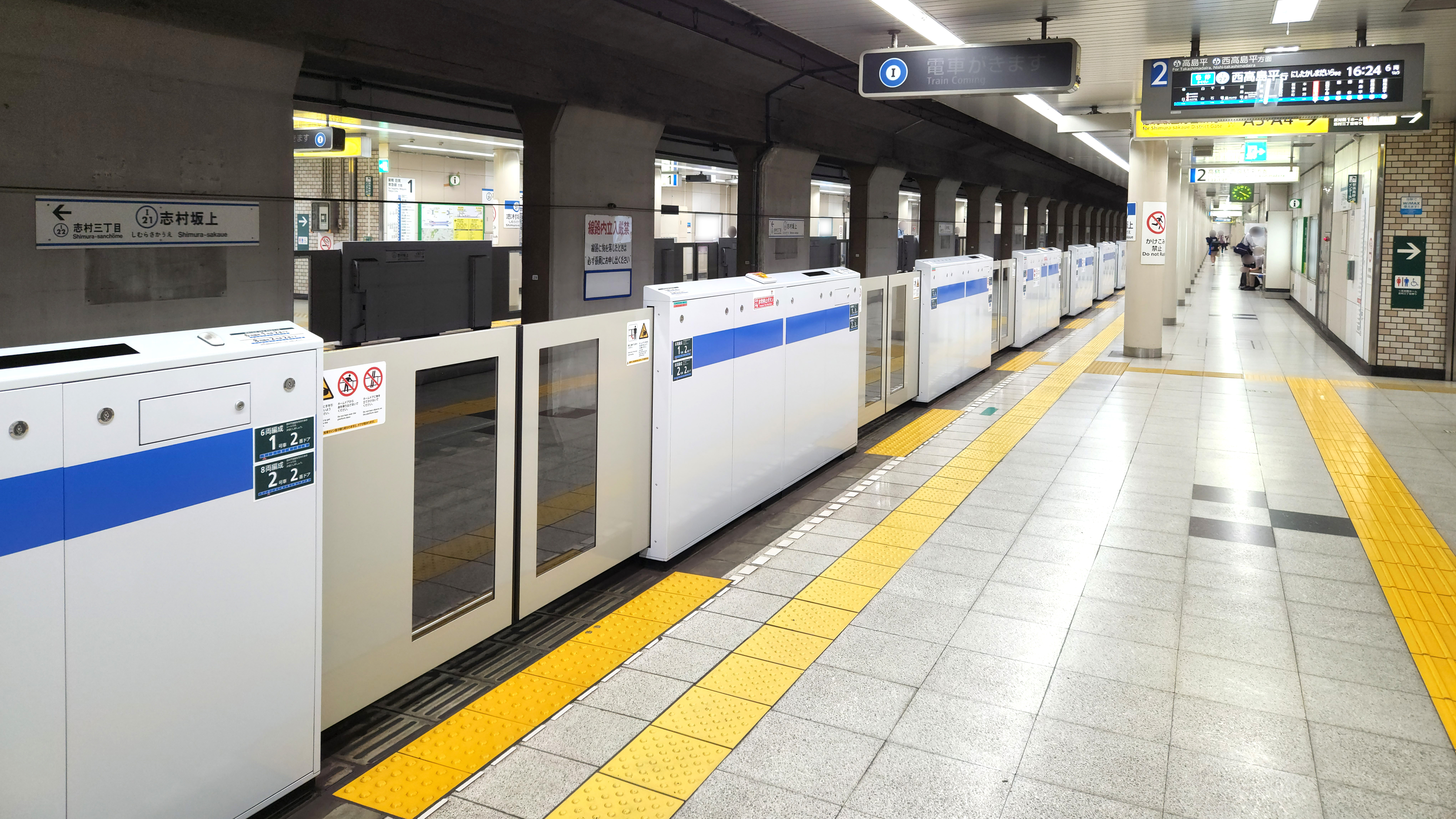
ホーム（2022年7月）

## 利用状況
2023年（令和5年）度の1日平均乗降人員は28,843人（乗車人員：14,407人、降車人員：14,436人）である。
近年の1日平均乗降・乗車人員の推移は下表の通り。

### 平成
| 年度               | 1日平均 乗降人員 | 1日平均 乗車人員 | 出典     |
| ------------------ | ---------------- | ---------------- | -------- |
| 1990年（平成02年） |                  | 14,011           | [ * 1 ]  |
| 1991年（平成03年） |                  | 14,057           | [ * 2 ]  |
| 1992年（平成04年） |                  | 13,992           | [ * 3 ]  |
| 1993年（平成05年） |                  | 13,904           | [ * 4 ]  |
| 1994年（平成06年） |                  | 14,175           | [ * 5 ]  |
| 1995年（平成07年） |                  | 13,697           | [ * 6 ]  |
| 1996年（平成08年） |                  | 13,310           | [ * 7 ]  |
| 1997年（平成09年） |                  | 13,430           | [ * 8 ]  |
| 1998年（平成10年） |                  | 13,318           | [ * 9 ]  |
| 1999年（平成11年） |                  | 12,937           | [ * 10 ] |
| 2000年（平成12年） |                  | 12,992           | [ * 11 ] |
| 2001年（平成13年） |                  | 13,025           | [ * 12 ] |
| 2002年（平成14年） |                  | 13,192           | [ * 13 ] |
| 2003年（平成15年） | 25,928           | 13,112           | [ * 14 ] |
| 2004年（平成16年） | 25,831           | 13,071           | [ * 15 ] |
| 2005年（平成17年） | 25,763           | 13,014           | [ * 16 ] |
| 2006年（平成18年） | 26,069           | 13,158           | [ * 17 ] |
| 2007年（平成19年） | 26,856           | 13,533           | [ * 18 ] |
| 2008年（平成20年） | 26,418           | 13,279           | [ * 19 ] |
| 2009年（平成21年） | 26,036           | 13,072           | [ * 20 ] |
| 2010年（平成22年） | 26,628           | 13,362           | [ * 21 ] |
| 2011年（平成23年） | 26,585           | 13,328           | [ * 22 ] |
| 2012年（平成24年） | 27,739           | 13,882           | [ * 23 ] |
| 2013年（平成25年） | 28,402           | 14,201           | [ * 24 ] |
| 2014年（平成26年） | 28,687           | 14,334           | [ * 25 ] |
| 2015年（平成27年） | 29,626           | 14,802           | [ * 26 ] |
| 2016年（平成28年） | 30,581           | 15,275           | [ * 27 ] |
| 2017年（平成29年） | 31,211           | 15,586           | [ * 28 ] |
| 2018年（平成30年） | 31,301           | 15,630           | [ * 29 ] |

### 令和
| 年度               | 1日平均 乗降人員 | 1日平均 乗車人員 | 出典     | 出典       |
| 年度               | 1日平均 乗降人員 | 1日平均 乗車人員 | 東京都   | 交通局     |
| ------------------ | ---------------- | ---------------- | -------- | ---------- |
| 2019年（令和元年） | 30,924           | 15,439           | [ * 30 ] | [ 都交 2 ] |
| 2020年（令和02年） | 24,635           | 12,494           |          | [ 都交 3 ] |
| 2021年（令和03年） | 25,588           | 12,768           |          | [ 都交 4 ] |
| 2022年（令和04年） | 27,062           | 13,508           |          | [ 都交 5 ] |
| 2023年（令和05年） | 28,843           | 14,407           |          | [ 都交 1 ] |

## 駅周辺
- 小豆沢
- 板橋中央総合病院
- 板橋区立志村第四小学校
- 警視庁 志村警察署
- しむらん通り（志村銀座商店街）
- トーハツ 本社・工場
- 凸版印刷 板橋工場
- トプコン 本社
- オリエンタル酵母工業 本社・東京食品研究所・東京工場
- 見次公園
- 志村一里塚
- 小豆沢発着場（東京水辺ライン）
- イオンスタイル板橋前野町（旧イズミヤ板橋店跡地に2015年11月21日開店[10]）
- フードスクエア板橋前野町店
- いなげや板橋小豆沢店

## バス路線
最寄りの停留所は「志村坂上」である。国際興業バス（志村営業所）による以下の路線が発着する。
- 池20 - 池袋駅西口 / 高島平操車場
- 池20-2：高島平操車場
- 池21：池袋駅西口 / 高島平駅
- 赤56 - 赤羽駅西口 / 高島平操車場
- 赤56-2 - 赤羽駅西口 / 志村三丁目駅
- 赤56-3 - 赤羽駅西口 / 中台三丁目行
- 赤73 - 西高島平駅行（深夜バス・平日のみ）【運休中】

## 隣の駅
東京都交通局（都営地下鉄）
 都営三田線
本蓮沼駅 (I 20) - 志村坂上駅 (I 21) - 志村三丁目駅 (I 22)